# Escalera de Jacob (electrodinámica)
Se conoce informalmente como escalera de Jacob, llamada en inglés Jacob's ladder, al arco eléctrico producido por un dispositivo formado por dos conductores rectos en forma de V. 
El arco se produce en la parte más cercana (baja) de los electrodos y, a medida que el aire superior es ionizado por la radiación ultravioleta y por el calor, va subiendo hasta que la distancia de los electrodos es demasiado larga y desaparece, repitiéndose el arco en la parte más estrecha y así sucesivamente. 
Para que se produzca el arco se necesita normalmente una diferencia de tensión entre electrodos mayor de 5000 voltios. 
Para mejorar el cebado del arco y que este se inicie en la parte más baja de la V, se introduce un tercer electrodo corto (llamado de Gabriel) entre los dos principales. Va conectado a uno de los electrodos principales por una resistencia. 
Este dispositivo se utilizaba mucho en las películas de ciencia ficción antiguas. 

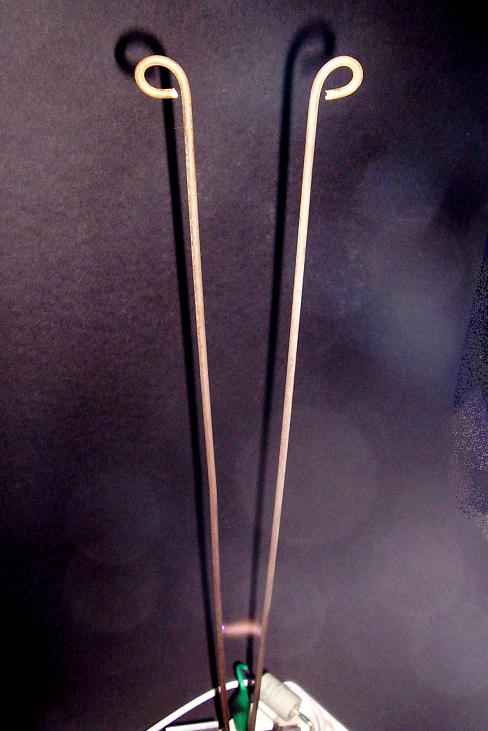
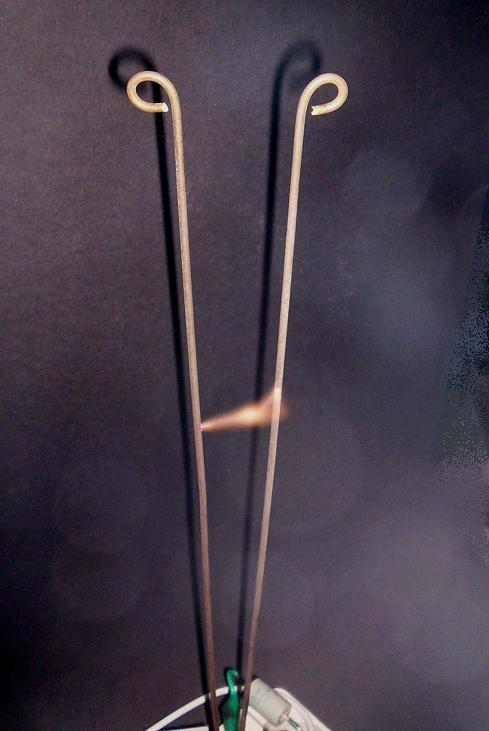
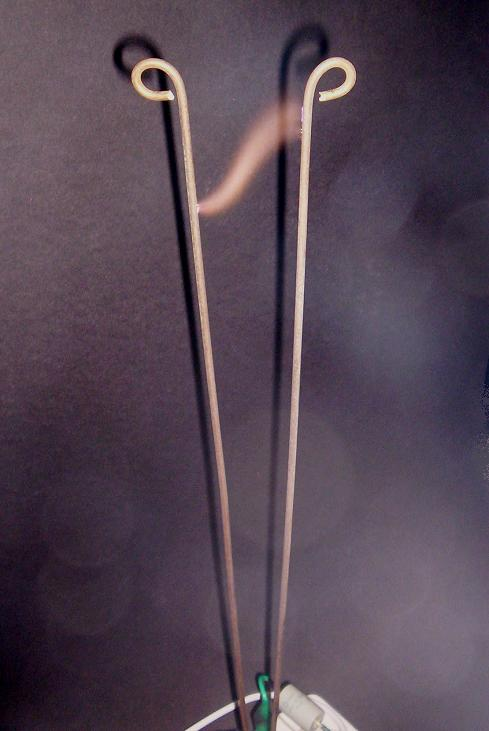

- Datos: Q113835303